# Брезијак
Брезијак (фр. Brézilhac) насеље је и општина у јужној Француској у региону Лангдок-Русијон, у департману Од која припада префектури Лиму.
По подацима из 2011. године у општини је живело 175 становника, а густина насељености је износила 25,66 становника/km². Општина се простире на површини од 6,82 km². Налази се на средњој надморској висини од 125 метара (максималној 353 m, а минималној 210 m).

## Демографија
| 1962. | 1968. | 1975. | 1982. | 1990. | 1999. | 2011. |
| ----- | ----- | ----- | ----- | ----- | ----- | ----- |
| 183   | 193   | 177   | 132   | 114   | 118   | 175   |

График промене броја становника у току последњих година